# Paul Leppin

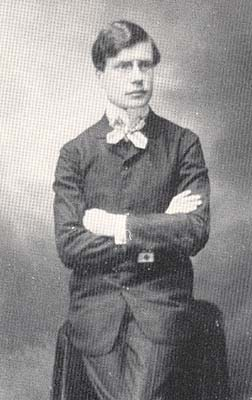
Paul Leppin in jungen Jahren

Paul Leppin (* 27. November 1878 in Prag, Österreich-Ungarn; † 10. April 1945 ebenda) war ein deutschböhmischer Schriftsteller.

## Leben
Paul Leppin entstammte ärmlichen Verhältnissen. Zwar besuchte er das Stephansgymnasium bis zur Matura, war danach jedoch gezwungen, eine Stelle bei der Prager Post- und Telegrafendirektion anzunehmen. Er war bis zu seiner vorzeitigen Pensionierung im Jahre 1928 als Beamter tätig. Neben dieser bürgerlichen Existenz begann er früh mit dem Schreiben. Um die Jahrhundertwende galt Leppin, der u. a. mit Victor Hadwiger, Gustav Meyrink, Richard Dehmel und Else Lasker-Schüler befreundet war, als einer der Protagonisten der literarischen Bewegung „Jung-Prag“ und pflegte auch enge Beziehungen zu tschechischen Autoren. Nach dem deutschen Einmarsch in die Tschechoslowakei im Jahre 1939 wurde er von der Gestapo verhaftet und erlitt nach der Freilassung einen Schlaganfall. Leppin starb an den Spätfolgen einer Syphilis-Erkrankung.
Leppins literarisches Werk umfasst Romane, Erzählungen, Gedichte und Theaterstücke. Seine exzentrischen Prosawerke erzielten häufig wegen ihrer freizügigen Behandlung erotischer Themen Skandalerfolge; in seiner späten Lyrik, in der er sich vor allem mit seiner Heimatstadt Prag beschäftigt, fand der Autor hingegen zu einem ausgeglicheneren und melancholischen Ton.

## Auszeichnung
- 1934 Schiller-Gedächtnispreis des Schutzverbands deutscher Schriftsteller in der Tschechoslowakei, der Literaturvereinigung Concordia und der Schiller-Stiftung
- 1938 Ehrengabe des tschechoslowakischen Ministeriums für Kultur.

## Werke
Erstausgaben

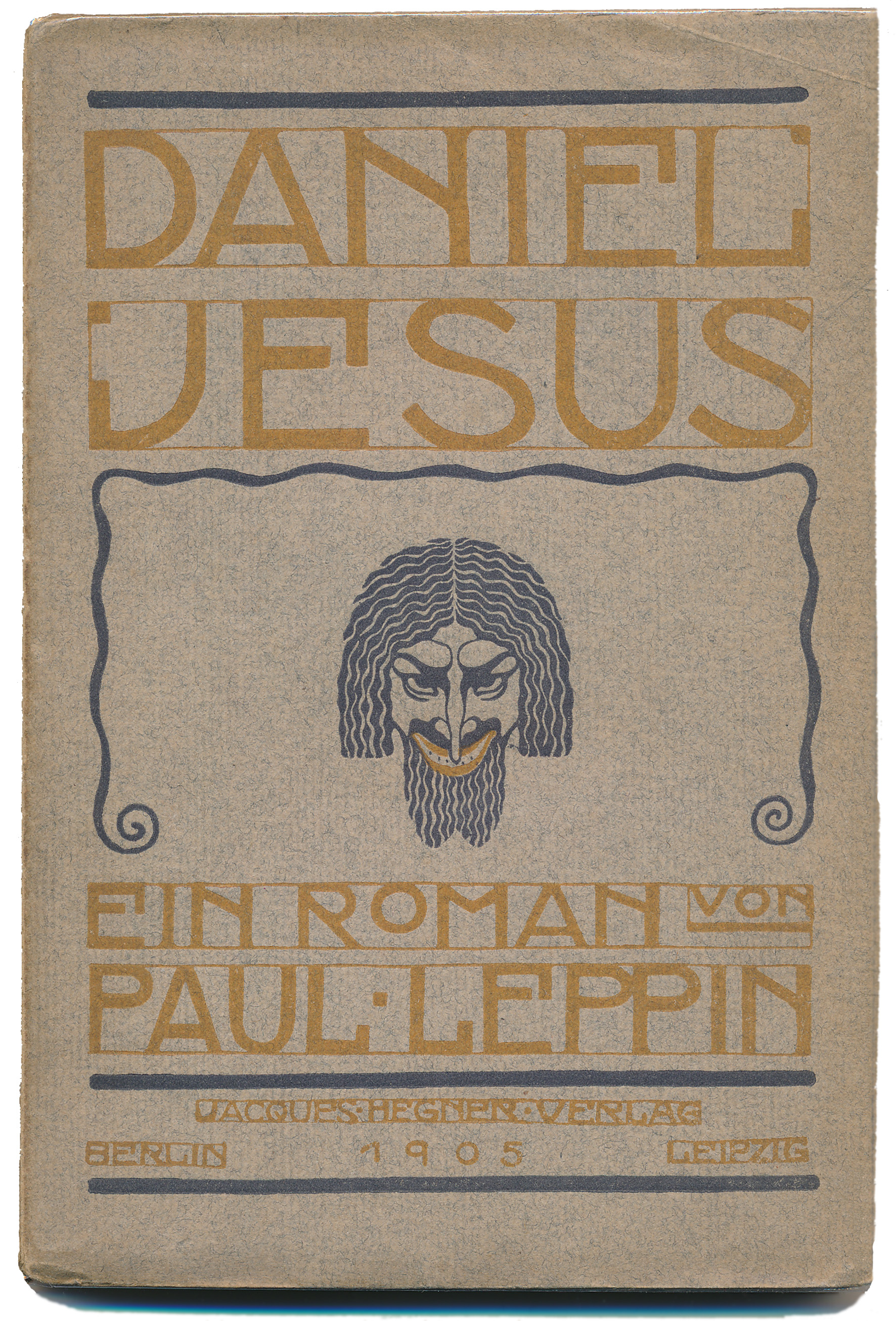
Daniel Jesus. Jacques Hegner, Berlin/Leipzig 1905. Originalausgabe

- Die Thüren des Lebens. Roman. Prag 1901.
- Glocken, die im Dunkeln rufen. Gedichte. Köln 1903.
- Daniel Jesus. Ein Roman. Hegner, Berlin und Leipzig. 1905. 2. Auflage Verlag Ed. Strache, 1919. Neuauflage: Elfenbein Verlag, Heidelberg 2001, ISBN 3-932245-47-4 (hrsg. und mit einem Nachwort von Angela Reinthal und Dierk Hoffmann).
- Der Berg der Erlösung. Die sieben Kapitel eines Wunders. Roman. Oesterheld, Berlin 1908.
- Severins Gang in die Finsternis. München 1914. Einband von Richard Teschner Neuauflagen:
  - Peter Selinka Verlag, 1988.
  - Vitalis Verlag, 1998.
  - Edition Atelier, 2015 (Reihe Bibliothek der Nacht, herausgegeben und kommentiert von Thomas Ballhausen).
  - Hg. v. Julia Hadwiger und Dirk Hoffmann. Kommentar mit Entstehungs- und Publikationsgeschichte, allen Originalillustrationen von Richard Teschner sowie einem Stadtplan Alt-Prags mit ausführlichen Erläuterungen und Erinnerungen an Paul Leppin von Hugo Rokyta. Vitalis Verlag, Prag 2018, ISBN 978-3-89919-459-3.
- Hüter der Freude. Ein Roman. Deutsch-Oesterreichischer Verlag, Wien und Leipzig 1918. Neuauflage: SSI, Zürich 2007, ISBN 978-3-9521172-3-1.
- Venus auf Abwegen. Zur Kulturgeschichte der Erotik. Essays. Titelblatt und Zeichnungen von Eddy Smith. Hoffmann & Campe, Hamburg und Berlin 1920.
- Das Paradies der Andern. Novellen. Heris, Reichenberg und Prag 1921.
- Die bunte Lampe. Alte und neue Gedichte. Die Bücherstube, Prag 1928.
- Der blaue Zirkus. Drama 1924. Fr. Khol, Prag 1928.
- Rede der Kindesmörderin vor dem Weltgericht. Die Bücherstube, Prag 1928. Neuauflage: Ludewig Verlag, Berlin 1998, ISBN 3-9805851-6-6.
- Der Enkel des Golem. Schauspiel 1934.
- Frühling um 1900. Prager Geschichten. Prag und Brünn, Deutsche Buchgemeinde in der Tschechoslowakischen Republik 1936.
- Prager Rhapsodie. A. Werner, Prag 1938. Neuauflage in einem Band: Vitalis Verlag, 2003, ISBN 3-89919-029-7.
  - 1. Helldunkle Strophen. Gedichte.
  - 2. Das Antlitz der Mutter. Kleine Prosa mit einer Selbstbiographie des Dichters.
- Bunterbart verkauft Gespenster. Schauspiel 1938.
- Blaugast. Roman, Langen-Müller, München 1984 (posthum).

Herausgeber
- Frühling – moderne Flugblätter. Stivín, Prag 1900 f., ZDB-ID 272471-6 (Erscheinen nach Heft 4 eingestellt).
- Wir – deutsche Blätter der Künste. Prag 1906, ZDB-ID 272807-2 (Erscheinen nach Heft 2 eingestellt).

Werk- und Sammelausgaben
- Der Gefangene. Gedichte eines alten Mannes. Reihe Vergessene Autoren der Moderne. Siegen 1988.
- Der Enkel des Golem. Eine Alt-Prager Rhapsodie. 1984 (Gedichte, kleine Prosa, Der Enkel des Golem, Daniel Jesus, Severins Gang in die Finsternis, Blaugast; nicht nachgewiesen).
- Alt-Prager Spaziergänge. Hrsg. von Dirk O. Hoffmann. Selinka, Ravensburg 1990, ISBN 3-926532-26-2.
- 13 Kapitel Liebe aus der Hölle. Werkausgabe. SSI, Zürich.
  - Band 1: Auswahl 1900–1944. 2007, ISBN 978-3-9521172-1-7 (enthält eine Werkübersicht mit u. a. Erstausgabe Der Enkel des Golem. Drama, mit Bühnenentwürfen von Hugo Steiner-Prag; Erstausgabe des letzten Romans Monika; Wiederabdruck Rede der Kindesmörderin vor dem Weltgericht).
- Prag. [Frühling um 1900. Prager Geschichten (1936)], hrsg. von Martin A. Völker, Berlin: Anthea Verlag, 2019.
- Paul Leppin (= Versensporn – Heft für lyrische Reize. Nr. 59) Hrsg. von Tom Riebe. Edition Poesie schmeckt gut, Jena 2025, 130 Exemplare.